# Rocca Canterano
Rocca Canterano ist eine italienische Gemeinde in der Metropolitanstadt Rom in der Region Latium mit 171 Einwohnern (Stand 31. Dezember 2023). Sie liegt 60 km östlich von Rom und 35 km nordöstlich von Palestrina.

## Geographie
Rocca Canterano liegt auf einem Hügel zwischen den Monti Ruffi und den Monti Ernici. Es ist Mitglied der Comunità Montana Valle dell’Aniene.

## Bevölkerungsentwicklung
| Jahr      | 1881 | 1901 | 1921 | 1936 | 1951 | 1971 | 1991 | 2001 |
| --------- | ---- | ---- | ---- | ---- | ---- | ---- | ---- | ---- |
| Einwohner | 1354 | 1016 | 1885 | 831  | 747  | 388  | 279  | 251  |

Quelle: ISTAT

## Politik
Fulvio Proietti wurde am 25. Mai 2016 zum Bürgermeister gewählt.